# Attomica
Attomica je brazilská thrash metalová kapela založená v roce 1985 ve městě São José dos Campos ve státě São Paulo kytaristou Joãem Paulo Francisem a bubeníkem Máriem Sanefujim. V určité etapě své existence se dočasně přejmenovala na Atomica.
Stejnojmenné debutové studiové album Attomica  bylo vydáno v roce 1987.
K roku 2022 má kapela na svém kontě celkem pět dlouhohrajících desek.

## Diskografie

### Dema
- Children's Assassin (1986)
- Attomica (1990)
- Atomica 2005 (2005)

### Studiová alba
- Attomica (1988)
- Limits of Insanity (1989)
- Disturbing the Noise (1991)
- 4 (2012)
- The Trick (2018)

### Živé nahrávky
- Back and Alive (2004)

### Videa
- The Blast of Video (2002)